# Lecteria (Lecteria) hirsutipes
Lecteria (Lecteria) hirsutipes is een tweevleugelige uit de familie steltmuggen (Limoniidae). De soort komt voor in het Afrotropisch gebied.